# Lonchura nigriceps
La nonnetta dorso bruno (Lonchura nigriceps Cassin, 1852) è un uccello passeriforme appartenente alla famiglia degli Estrildidi.

## Tassonomia
In passato questa specie veniva considerata come sottospecie della nonnetta bicolore, col nome di Lonchura bicolor nigriceps; attualmente, tuttavia, si tende a considerarla come specie a sé stante.
Il nome scientifico della specie deriva dall'unione delle parole latine niger ("nero") e -ceps (suffisso per "testa"), col significato di "dalla testa nera", in riferimento alla livrea di questi uccelli.

## Distribuzione edhabitat
Questa specie occupa un areale che comprende buona parte dell'Africa centro-meridionale, dal Congo al Sudafrica: essa è un'abitatrice delle aree di savana ed in generale delle aree erbose e cespugliose con presenza più o meno rilevante di vegetazione arborea, spingendosi anche nelle aree coltivate e nelle aree urbane.

## Descrizione

### Dimensioni
Misura circa 9–10 cm di lunghezza, coda compresa, per un peso che sfiora i 10 grammi.

### Aspetto
Si tratta di un uccelletto dall'aspetto massiccio, caratterizzato da un forte becco tozzo e conico.

L'aspetto è molto simile a quello della nonnetta bicolore, della quale era in passato considerato una sottospecie e rispetto alla quale presenta una colorazione bruna delle ali e della porzione laterale del petto molto più marcata, dalle tonalità rosso-mattone.

## Biologia
Si tratta di uccelli diurni e gregari, che si riuniscono in stormi anche piuttosto consistenti (oltre i 40 individui) che passano la maggior parte della giornata al suolo alla ricerca di cibo, salvo poi cercare riparo fra gli alberi durante la notte.

### Alimentazione
La dieta di questa nonnetta è essenzialmente granivora, comprendendo una grande varietà di piccoli semi di graminacee, cereali e bambù, ma anche frutta, bacche, germogli ed una porzione piuttosto consistente di cibo di origine animale, principalmente piccoli insetti volanti.

### Riproduzione
La stagione riproduttiva tende ad iniziare con la fine di quella delle piogge, pertanto il periodo riproduttivo di questi uccelli è piuttosto variabile e virtualmente esteso a tutto l'anno in caso di condizioni climatiche favorevoli. Il nido consiste in una struttura sferica ubicata fra i rami degli alberi, che viene edificata da ambedue i sessi utilizzando lanugine, paglia, steli d'erba e fibre di cocco. La femmina depone al suo interno 3-6 uova bianche, che verranno covate da entrambi i partner per 11-13 giorni: i nidiacei, ciechi ed implumi alla schiusa, vengono accuditi da ambedue i genitori e lasciano il nido attorno alla terza settimana di vita, tuttavia per almeno altre due settimane tendono a restare vicini ai genitori, assieme ai quali passano la notte nel nido ed ai quali continuano a chiedere inoltre sporadicamente l'imbeccata.